# 铁门关 (库尔勒)
铁门关是焉耆盆地与塔里木盆地之间的一道天险，位于中國新疆维吾尔自治区巴音郭楞蒙古自治州首府库尔勒市北8公里处的霍拉山、库鲁克山之间的峡谷中。孔雀河水从峡谷蜿蜒流过。
古丝绸之路北道（后山中道）即沿霍拉山麓开凿，“两山夹峙，一线中通，路倚危石，侧临深沟，水流澎湃，日夜有声，弯环曲折，幽遂险阻”（谢彬《新疆游记》），历来被看作是“一夫当关，万夫莫过”的军事要塞。唐代名相张九龄写道：“铁门千（于）术，回镇咽喉”，极称它军事地位的重要。
因其险固，又是北疆通往南疆的唯一通道，故称铁门关。峡谷称铁关谷，也叫遮留谷。唐朝统一西域后，在铁门关设有守捉（职官名称）。唐代诗人岑参在《题铁门关楼》一诗中写道：“铁门天西涯，极目少行客。关门一小吏，终日对石壁。桥跨千仞危，路盘两崖窄。试登西楼望，一望头欲白。”岑参题咏的《题铁门关楼》历经宋、元、明诸朝，早已颓废不存。清同治六年（1867），浩罕匪首阿古柏侵占南疆，在铁门关盘踞10年之久，筑库鲁克达尔瓦兹城堡。清道光二十五年（1845年），林则徐和喀喇沙尔卸任办事大臣全庆踏勘南疆8城，途经遮留谷，特意察勘大石岭古铁门关旧址，决定由全庆负责在岩口建铁门关楼。1917年，谢彬行经铁门关时，见“岸梨树成林，梨实味甘，所谓库尔勒香梨是也。”民国21年（1932年），国民党驻焉耆骑兵旅旅长詹士奎与绥定骑兵营营长张得胜，组织联防指挥部，在城堡前门修建土木建筑关楼，于关后石壁上镌刻“襟山带河”4个大字。20世纪40年代后期，国民党军队派兵驻守铁门关口，至1949年9月25日国民党驻新疆部队和平起义。1950年5月，王震将军亲临铁门关踏勘，筹建铁门关水电站。1959年，铁门关开始建水力发电站，公路改道，关口失去交通作用。铁门关是库尔勒市重要的旅游景区，从早春到深秋，到关前游览风光，寻幽访胜的中外游客络绎不绝，每年接待近8万人次。1989年，由自治州、库尔勒市两级人民政府筹集资金重建钢筋混凝土关楼，楼高两层，雕梁画栋，金碧辉煌。
铁门关以北，孔雀河东岸的公主峰上，有座公主墓。传说是近代人因缅怀古时公主祖赫拉和牧羊人塔依尔的纯洁爱情而修建。维吾尔文的古典叙事长诗《塔依尔和祖赫拉》，在清代就很流行。民国33年（1944年），维吾尔族青年诗人黎·穆塔里甫以此题材创作叙事长诗，后改编成歌剧，在南疆各地上演。中華人民共和國成立初期和20世纪60年代中期，又分别被搬上苏联银幕和改编成叙事长诗，使这一古典的爱情故事更具迷人的魅力，广泛流传。1990年，铁门关电厂出版的《丝路要塞·铁门关》诗文集，对铁门关的历史、风光，做了详尽介绍。
铁门关有一个爱情传说：公主卓赫拉和牧羊人相爱，但丞相卡热汗试图说服国王干涉。卓赫拉得知后与牧羊人夜奔出关。面对官兵的追赶，两人不小心掉入峡谷中。